# Jacques Bertin de La Hautière
Pour les articles homonymes, voir Jacques Bertin et Bertin.
Jacques Bertin de La Hautière (2 janvier 1909 - 9 février 2002), est une personnalité militaire de la Manche.

## Famille
La famille Bertin  de La Hautière est une famille subsistante d'ancienne bourgeoisie de Bretagne. Son fondateur, Maître Julien Bertin, sieur des Noës, avocat, est décédé le 22 juin 1680, à Saint-Ouen-de-la-Rouërie, dans l'actuel département d'Ille-et-Vilaine. Parmi ses descendants, on compte quatre médecins, dont Joseph Bertin de La Hautière  (1774-1839), célèbre médecin, l'un des fondateurs de l'École de médecine de Rennes, chevalier de la Légion d'honneur. Son fils, Amédée Bertin de La Hautière (né à Rennes en 1805), était docteur en médecine, professeur de chimie à Rennes, député d'Ille-et-Vilaine en 1848, conseiller général du canton de Fougères de 1874 à 1895.

## Biographie
Jacques Bertin de La Hautière est né au château de Montmuran aux Iffs le 2 janvier 1909 alors que ses parents sont domiciliés  à Saint-Germain-de-Tournebut. Il s'engage à 18 ans dans l'aéronavale. Ayant obtenu son brevet de pilote en Tunisie, il rentre en métropole pour exercer le métier de moniteur d'aéro-club.
Lors de la déclaration de la guerre, il est mobilisé à la base aéro-navale de Cherbourg. Le 18 juin 1940, à l'approche des troupes allemandes, il parvient à décoller à trois reprises de Querqueville pour évacuer avec son Potez, vers Brest et Saint-Brieuc, tous les pilotes disponibles.
Démobilisé en septembre 1940, il rentre à Saint-Germain-de Tournebut pour reprendre son activité d'exploitant forestier. Il s'inscrit aussitôt dans un réseau de résistance fondé par Maurice Duclos (Saint-Jacques) dans le Cotentin, qui sera démantelé en octobre 1941. Il rejoint alors le réseau de renseignement fondé par le colonel Rémy sous le nom de Réseau Centurie. Il devient le chef du sous-secteur de la Manche qui compte près de 300 agents au moment de la Libération. Il est connu sous ses deux noms de guerre: Jacques Lévèque et Pierre Moulines. Son groupe a réussi à fournir de nombreux renseignements aux Alliés au moment du débarquement sur les côtes normandes: Les Alliés ont pu bombarder avec précision un nombre d'installations militaires allemandes, et notamment dans l'arsenal de Cherbourg. 
Jacques Bertin de La Hautière habitait Valognes (Manche), où une place porte aujourd'hui son nom.

## Décorations
Jacques Bertin de La Hautière a reçu les décorations française suivantes :
- Chevalier de la Légion d'honneur
- Croix de guerre 1939-45
- Rosette de la résistance

ainsi qu'une Kings medal britannique.

## Sources
- Jean-François Hamel et René Gautier (dir.), Dictionnaire des personnages remarquables de la Manche, t. 2, Marigny, Inédits et introuvables, 2001, 296 p. (ISBN 2-914541-14-7)
- Octave Legrand, Enfin libres! souvenirs de la résistance dans le Cotentin, ed P. Belléé éditeur Coutance 1949